# K-R-I-T

K-R-I-T (К-Р-І-Т) — з 1909 року американський виробник автомобілів та автобусів. Штаб-квартира розташована в місті Детройт, штат Мічиган. У 1916 році компанія припинила виробництво автомобілів.

## Кеннет Кріттенден. Заснування компанії
У липні 1909 року Кеннет Кріттенден (який встиг попрацювати на автомобільних підприємствах, що випускали автомобілі марки Ford і Regal), Логлін, Піггінс, Клод Бріггс і Уїтсон засновують компанію Krit Motor Car Company зі статутним капіталом у 100 000 доларів. Восени того ж року був куплений завод, де раніше виготовляли машини марки Blomstrom.
Піггінс так само, як Бріггс і Кріттенден, уже мав досвід в автомобільному бізнесі, наприкінці XIX століття Чарльз Піггінс спільно з братом Фредеріком побудував паровий автомобіль, потім електромобіль. 1902 року вони побудували кілька прототипів з бензиновим двигуном, і з грудня 1908 по літо 1909 року Чарльз Піггінс мав власну фірму Piggins Motor Car Company, яка виробляла дуже дорогі автомобілі, оснащені 6-циліндровим 7.8 л 50-сильним двигуном, але виробництво легкових автомобілів припинилося, через кілька років фірма воскресла і стала виготовляти вантажні машини.

## Початок виробництва автомобілів
Незабаром починається виробництво автомобіля, який повинен був забрати частину клієнтів у Ford T і Hupmobile Model 20, тобто оголошена ціна на нього була в межах 800 доларів. Це був простий і надійний K-R-I-T A-Series, під капотом нової машини Кріттенден встановив 2.9 л 4-циліндровий двигун потужністю 22 к.с., трансмісія, як і у Ford T, була планетарною і теж 2-ступінчастою.

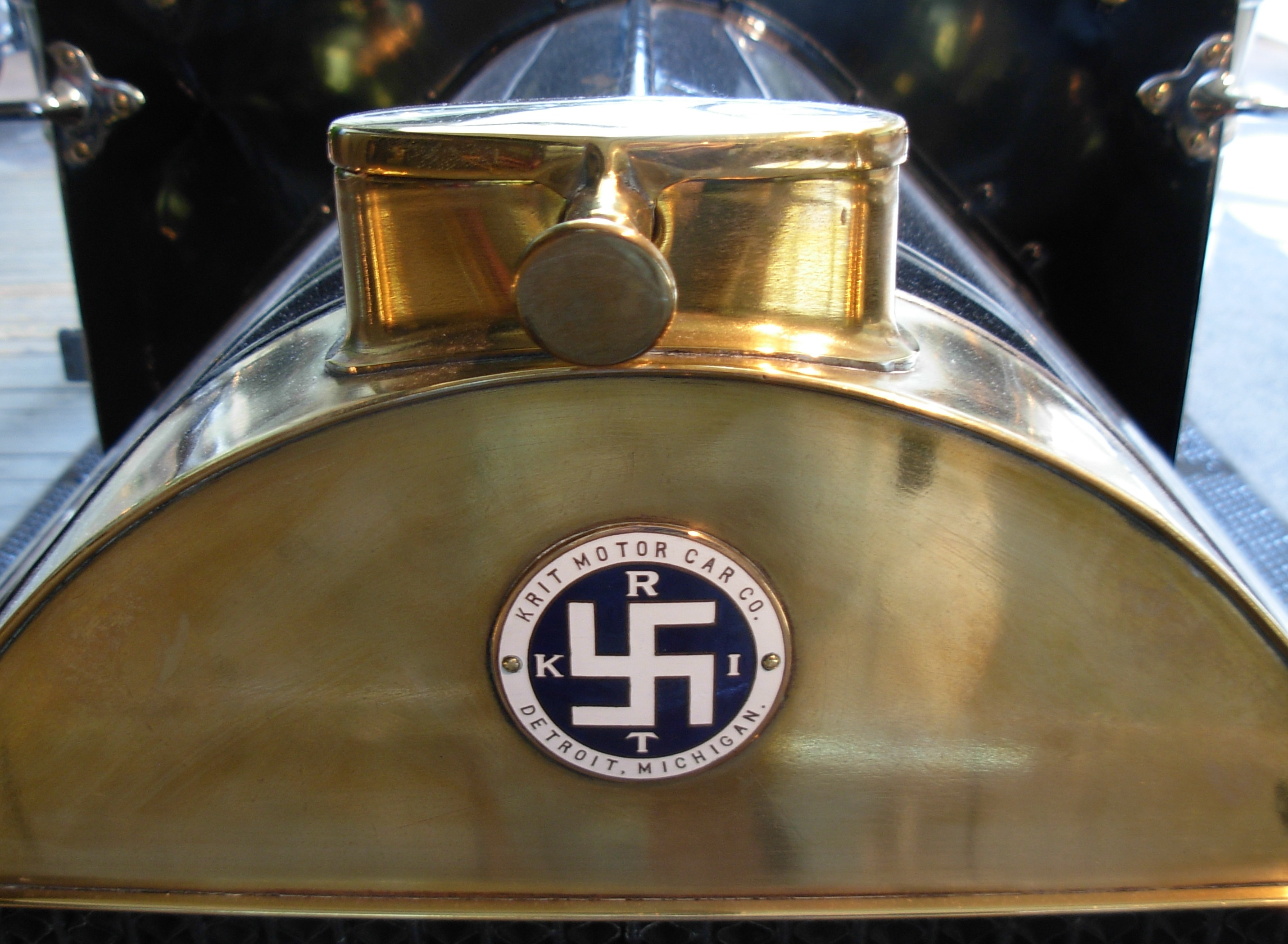
Свастика, що символізує любов, світло, удачу і життя, була обрана як талісман марки

Назва марки K-R-I-T була отримана від імені засновника — Kenneth Crittenden, як емблема була обрана свастика, запозичена в північно-американських індіанців народності навахо, що символізує любов, світло, життя і удачу.

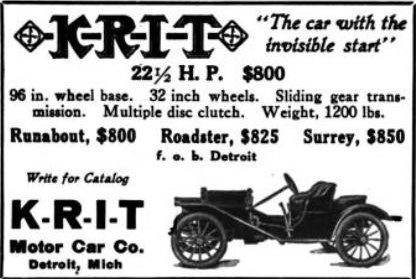
K-R-I-T U-Series Roadster

У 1910 році 2-ступінчаста коробка передач змінюється 3-ступінчастою аналогічної конструкції. Крім цього, після перемог у змаганнях локального значення фірма починає випускати версію з низьким центром ваги — U-Series, нижчий дорожній просвіт був досягнутий за рахунок розташування мостів над рамою, тобто за схемою underslung, інша ж техніка відповідала моделі A-Series.

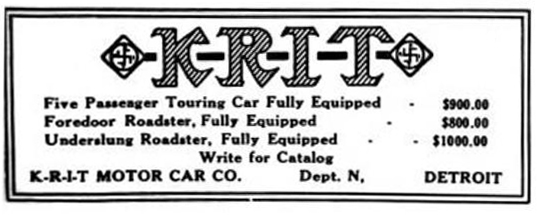
Реклама K-R-I-T

У 1911 році Бріггс залишає компанію, переходячи в Brush, при цьому виводячи з підприємства свої активи, через що компанія потрапляє в низку фінансових проблем. Клод Бріггс через кілька років відкриє власну автомобільну компанію — Briggs-Detroiter Co. А поки на виручку приходить Волтер Рассел, власник Russel Wheel and Foundry Company, Кріттенден залишається у фірмі, де отримує посаду віцепрезидента і керівника конструкторського відділу. Попутно підприємство переїжджає в більше приміщення, де починається виробництво моделі K-Series. Технічна начинка машини залишилася колишньою, а база зросла з колишніх 2.35 м до 2.69 м, але при цьому зменшився спектр пропонованих кузовів. Якщо раніше можна було замовити кузови тонно, родстер, ранебаут, турінг і купе, то тепер клієнтам пропонувався або 4-дверний турінг, або 2-дверний і 3-місний родстер, які поставлялися детройтською фірмою Fisher Bros Body Company. Ця фірма існувала з 1908 року, тобто їй було всього рік, коли K-R-I-T підписала з нею угоду про постачання кузовів. За нею вийшли L-Series і M-Series, які мали збільшену на 5 см базу коліс, але все такий же мізерний вибір кузовів.

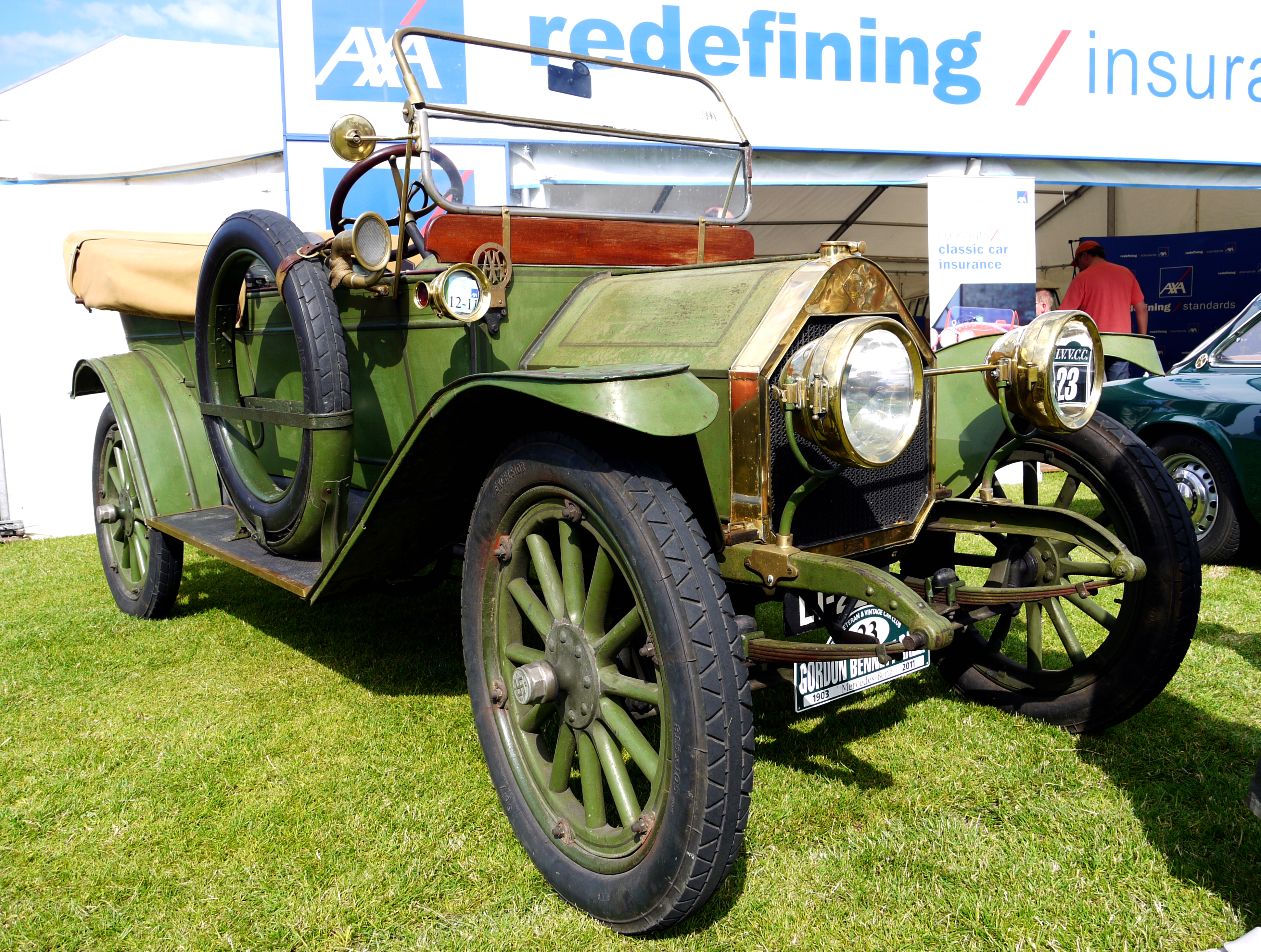
K-R-I-T K-Series Touring 1913 року

У той же час з приходом Рассела фірма почала виготовляти вантажівки і автобуси, які переважно поставлялися в Європу, зокрема в царську Росію, де було представництво фірми «К-Р-І-Т». 1914 року в Європі почалася війна, яка різко урізала попит на автомобілі. Усі автомобілі марки K-R-I-T з самого початку мали лівостороннє рульове управління, але в країни, де було прийнято правостороннє розташування керма (в таких країнах продавалося приблизно 50% від загального числа продукції), кермо встановлювали праворуч.

## Припинення виробництва автомобілів. Закриття компанії

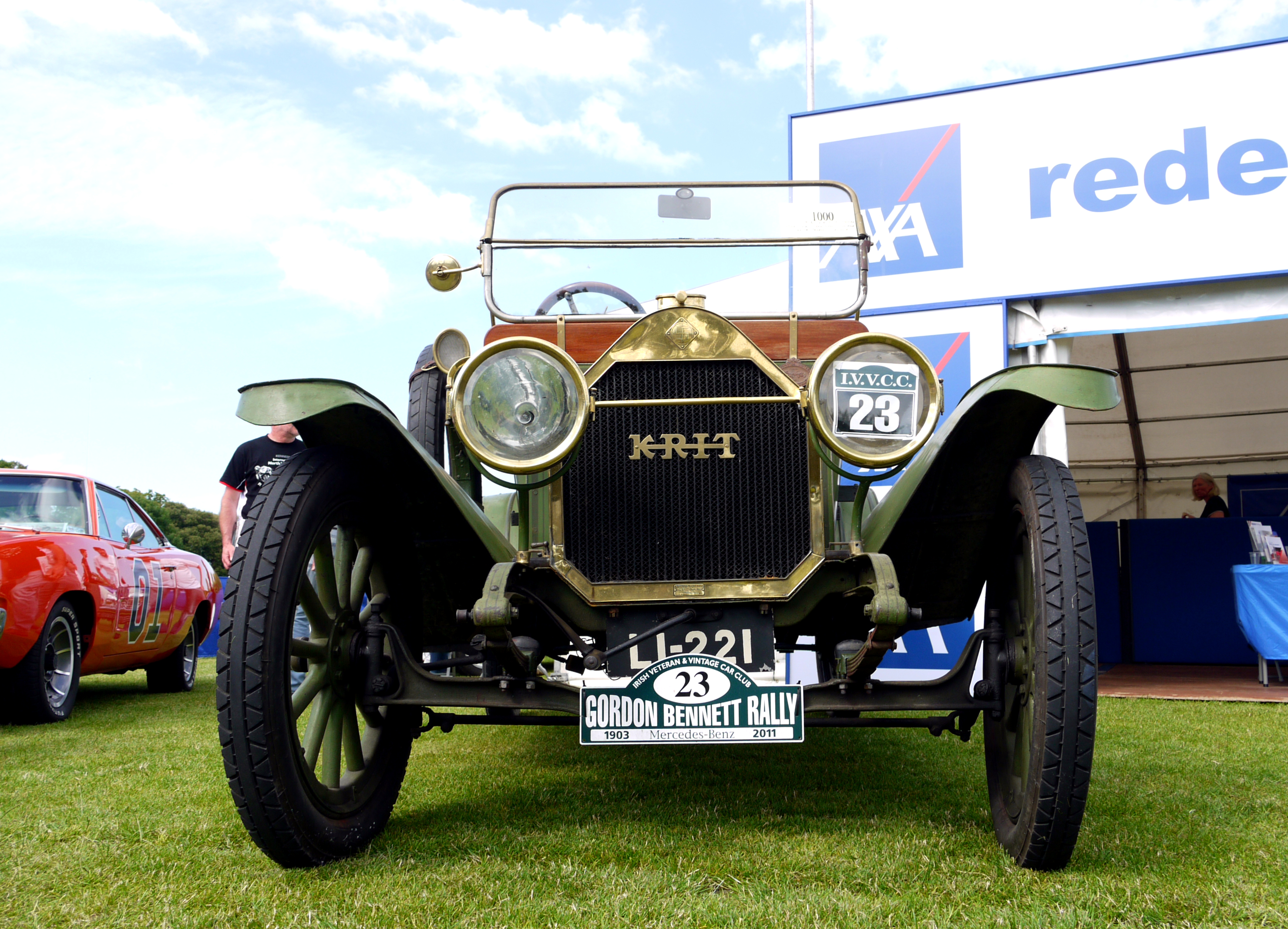
K-R-I-T K-Series Touring 1913 року

Для модельного ряду 1915 року був підготовлений новий дизайн кузовів, більш округлий з підковоподібним радіатором, Model M і Model O базово оснащувалися електричним освітленням, але стартер був ще досить дорогою опцією (близько 1/9 від ціни на автомобіль). Але в підсумку, не дивлячись на символ удачі на радіаторі, щастя відвернулося від фірми, у якої європейський і австралійський ринки були основними. 28 грудня 1915 року компанія була визнана банкрутом, а через рік закрилося й основне підприємство Волтера Рассела — Russel Wheel and Foundry Company.
Пізніше потужності фірми K-R-I-T використовувалися Оуеном для виготовлення його Owen Magnetic. Кріттенден повернувся до Генрі Форда, де пропрацював на посаді віцепрезидента до 1928 року, після чого перейшов у компанію Волтера Крайслера, де і пропрацював довгі 40 років, поки не пішов у відставку також з посади віцепрезидента Chrysler Corporation.
Загалом за роки існування було побудовано не більше 6000 автомобілів цієї марки, що робить їх доволі рідкісними, оскільки останній з них був випущений більш ніж 100 років тому. Плюс коли почалася Друга світова війна, то більшість автомобілів цієї марки у США була знищена неосвіченими людьми. Більше машин фірми K-R-I-T збереглося в Європі.

## Список легкових автомобілів K-R-I-T
- 1909 — K-R-I-T A-Series
- 1910 — K-R-I-T U-Series
- 1911 — K-R-I-T K-Series
- 1912 — K-R-I-T L-Series
  - K-R-I-T M-Series
- 1915 — K-R-I-T Model М
  - K-R-I-T Model O